# Église Saint-Laurent de Brest
L'église paroissiale Saint-Laurent est un lieu de culte catholique situé dans le quartier de Lambezellec de la commune de Brest, dans le département français du Finistère.

## Présentation
Au XVIe siècle, l'église paroissiale a comme patron saint Florent, avant que saint Laurent ne s'y substitue. Décision est prise vers 1854 de détruire l'ancienne église, datant de 1750 et fortement détériorée. Celle-ci possédait un groupe de statuettes en bois d'une hauteur moyenne de 65 cm représentant un certain nombre de personnages de la Nativité et de l'Adoration des mages représentés sous les traits de paysans et de paysannes de Lambézellec dans leur costume du temps de la Restauration, entreposés ensuite dans l'ancien musée d'art et de religion de Brest désormais disparu.
L'église actuelle, construite par l'architecte Joseph Bigot dans un style néogothique, est achevée en 1865. Au moment de sa construction, Lambezellec a le statut de commune, avant son rattachement à Brest le 28 avril 1945. L'église est polylithique : granite de l'Aber-Ildut pour la pierre de taille, kersanton pour les travaux d'ornementation, granite de la région quimpéroise pour la flèche, ardoises du bassin de Châteaulin pour la toiture, gneiss locaux pour les moellons, réemploi de vieilles pierres. Son clocher est détruit par un obus américain pendant la Seconde Guerre mondiale. Reconstruit en 1951-1952, il est restauré en 2009. Les vitraux sont conçus par André Bouler.

### Reconstruction d'après-guerre
Lors des bombardements de la bataille de Brest d'août et de septembre 1944, la plupart des édifices publics et privés subissent d'importants dégâts. Il faut reconstruire la ville et ses lieux de culte, notamment les églises des paroisses de Recouvrance, Saint-Louis et Lambézellec. Certaines reconstructions ne sont pas jugées utiles : c'est le cas de Notre-Dame-des-Carmes. Les autres églises sont rebâties sur leurs ruines. Pour rendre cela possible est créée, sous la tutelle du Ministère de la Reconstruction et de l'Urbanisme, la Société Coopérative de Reconstruction Immobilière des Édifices Religieux du Finistère, dont la direction est confiée à l'abbé René Le Gall, vicaire à Saint-Louis, en collaboration avec M. Le Chevallier, architecte en chef de la Ville de Brest. Ces reconstructions se font au titre des dommages de guerre.
A Lambézellec, l'idée du chanoine Chapalain, curé de la paroisse depuis 1932, est de reconstruire son église à l'identique. Le temps de la reconstruction de l'église s'étale sur quatre ans, de 1948 à 1952. Les offices, célébrations et messes se déroulent pendant ce temps dans une « église baraque » installée à côté du chantier, au Nord-Ouest de celui-ci.
En 1950, l'abbé Le Gall est écarté de la direction de la Coopérative pour être remplacé par l'abbé Le Beux, professeur d'Art au petit séminaire de Pont-Croix. C'est l'évêché de Quimper qui impose ce changement, estimant qu'il ne faut pas seulement reconstruire des murs, mais aussi savoir aménager intérieurement les églises, ce qui impose le choix d'un professeur d'art. Dans un courrier en date du 28 juin 1956, l'abbé Le Beux fait part au vicaire général, président de la commission diocésaine d'Art Sacré, du souhait du Chanoine Chapalain de lui indiquer des noms de maîtres-verriers susceptibles de réaliser les vitraux dans l'église de Lambézellec, ce qui représente soixante-deux fenêtres à garnir. L'abbé Le Beux, connaisseur de l'art moderne, propose le nom de Max Ingrand, artiste renommé qui a travaillé en Touraine, à Notre-Dame-de-Paris, à la cathédrale de Strasbourg et à Notre-Dame du Grouanec. Les vitraux de ce joyau finistérien plaisent au Chanoine Chapalain car de style figuratif, ils présentent des scènes de l'Ancien et du Nouveau Testament. C'est ce que souhaite le Chanoine Chapalain. Max Ingrand répond favorablement à l'invitation de venir à Lambézellec au mois d'août 1956 et à la conception des vitraux. Mais ce mois est férié pour les bureaux de la Coopérative. L'artiste répond favorablement.
Le Chanoine Chapalain décède le 24 octobre 1956. Le nouveau curé de Lambézellec, Guillaume Sergent, est installé « curé-doyen » le 18 Novembre 1956. Il met en sommeil pendant trois ans les dessins de Max Ingrand. En 1959, l'abbé Sergent se rend sur le chantier de l'église Sainte-Thérèse-du-Landais et y retrouve son ancien élève du collège Sainte Croix de Quimperlé, le Jésuite André Bouler à qui Mgr Fauvel avait confié, en 1957, la création du vitrail circulaire de cette église, entre le mur et la toiture. Ce travail plaît au curé de Lambézellec, qui confie par conséquent au Père Bouler la conception des vitraux de son église Saint-Laurent. La première tranche de travaux, réalisés par les vitraillistes Jacques et Mireille Juteau, ne concerne que quatre fenêtres pour un montant de 30 000 NF. Le nouveau style de vitraux modernes non-figuratifs intrigue les paroissiens qui, perplexes, se demandent à quoi cela correspond. Le Père Bouler y répond par une conférence sur son travail au mois de décembre 1963.
L'artiste articule son œuvre autour de deux axes : l'hagiographie du saint patron de la paroisse et la volonté d'habiller l'église de lumière. Une couleur de base s'impose alors à l'artiste : le rouge, symbolisant le feu du supplice de saint Laurent mais aussi le feu de l'amour de Dieu, auquel s'ajoute une dominante bleue. A ce jour, treize fenêtres sur les soixante-deux de l'édifice, ne sont pas pourvues de vitraux.
Vues extérieures

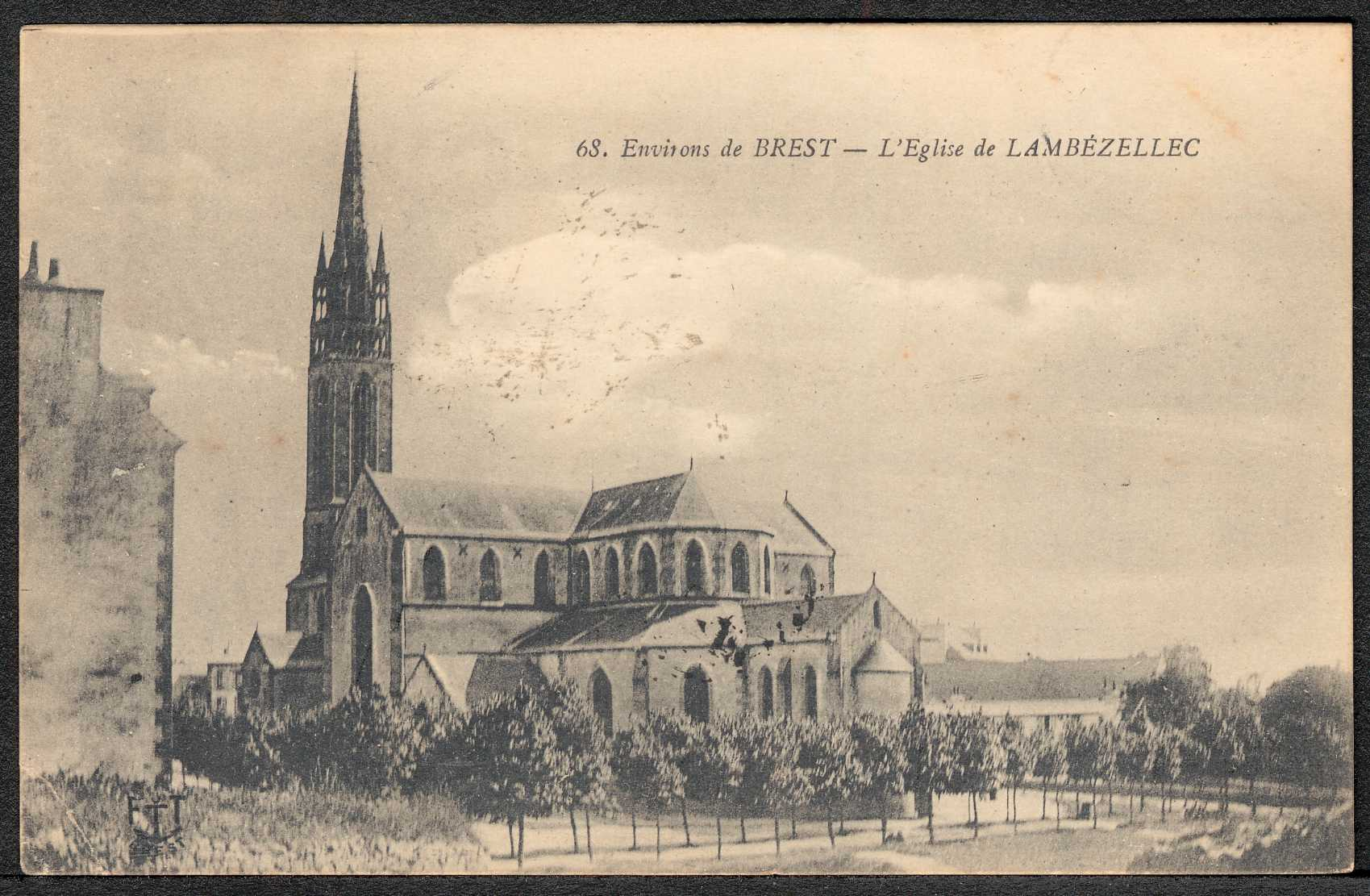
L'église vers 1900
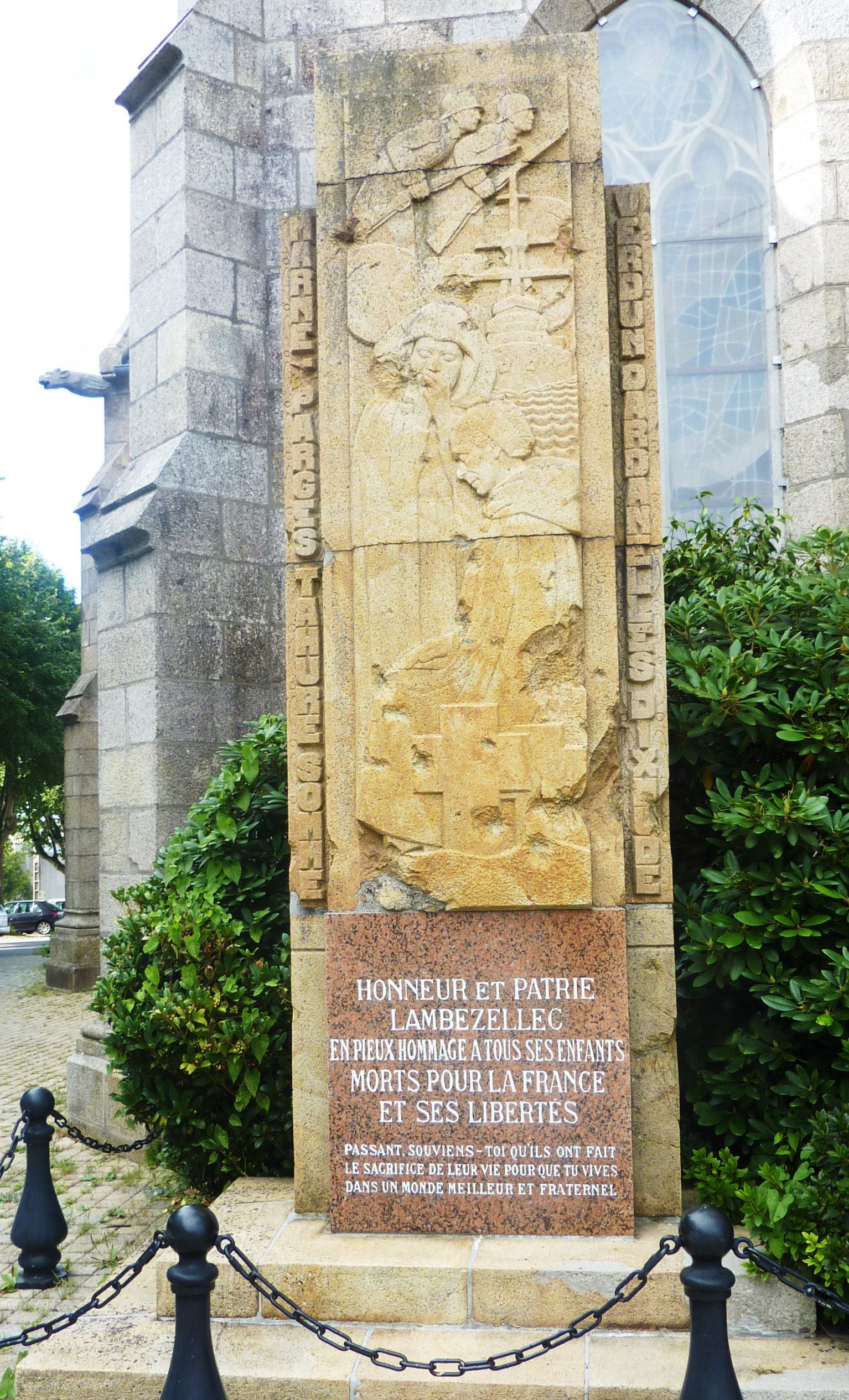
Monument aux morts de Lambézellec, l'unique  en Bretagne en microgranite de Logonna[5].

Vues intérieures

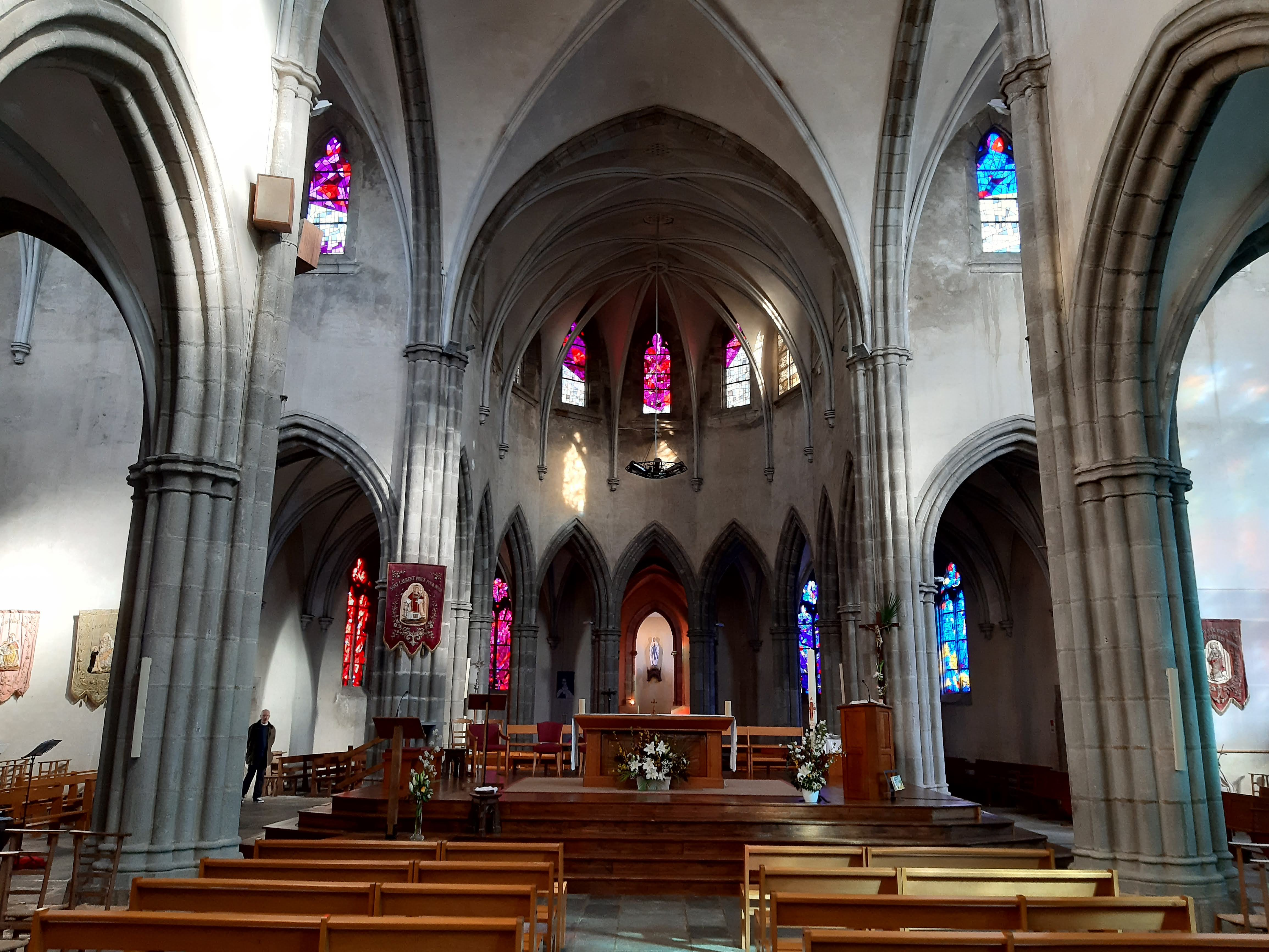
Nef
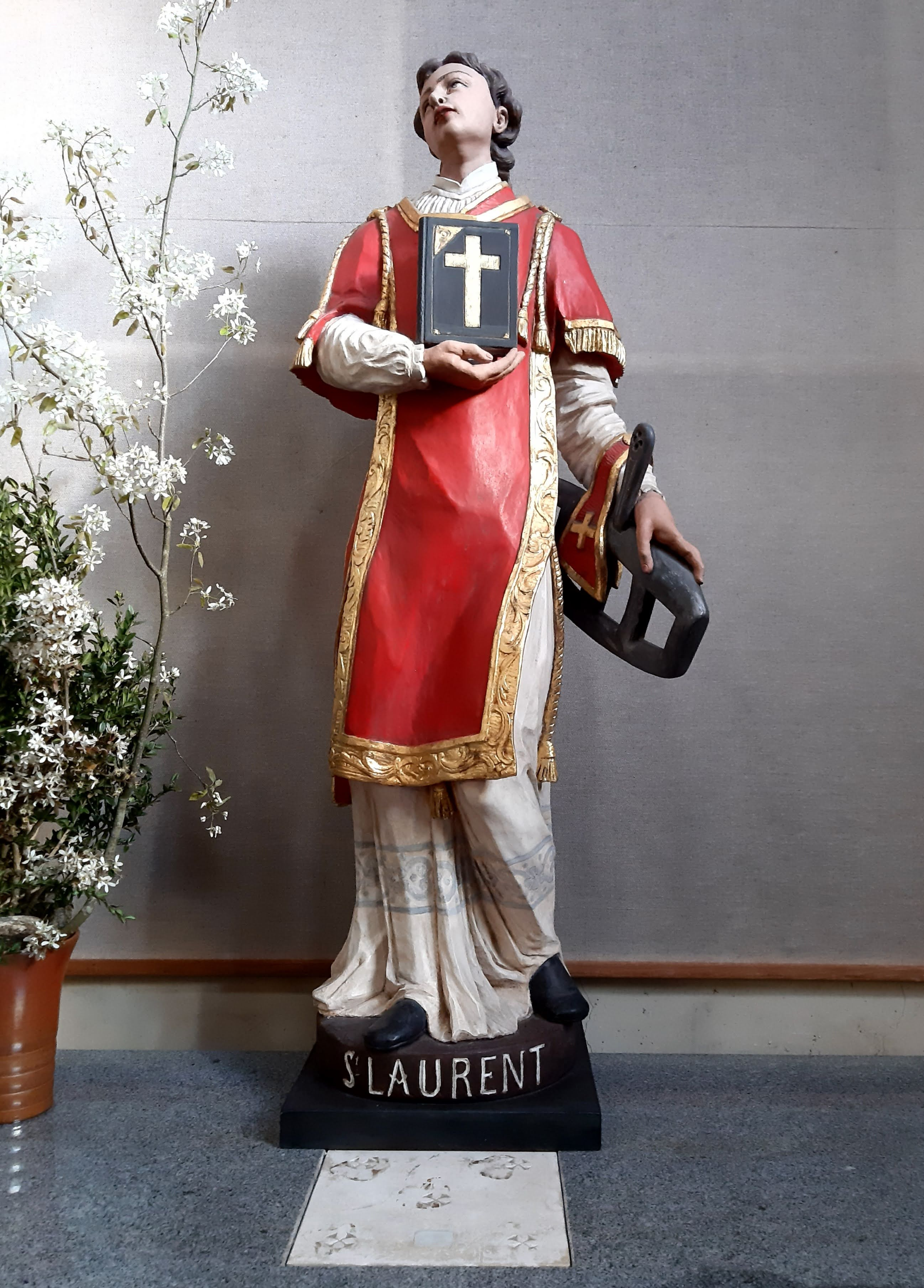
Statue de saint Laurent
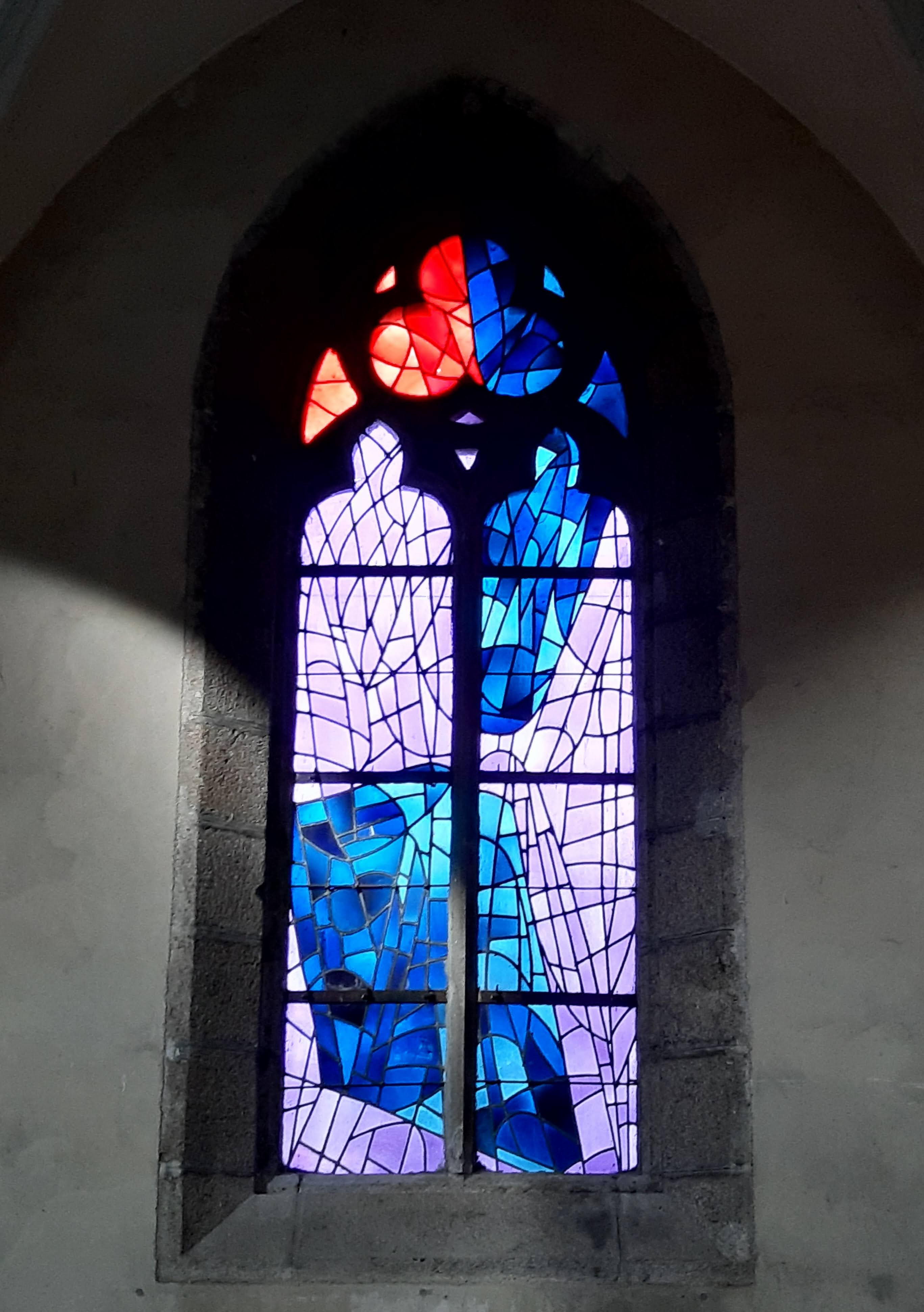
Vitrail